# Dirty Diana
Pour les articles homonymes, voir Dirty et Diana.
Singles de Michael Jackson
Man in the Mirror
(1988) Another Part of Me
(1988)
Pistes de Bad
I Just Can't Stop Loving You
(8) Smooth Criminal
(10)
Dirty Diana est une chanson de Michael Jackson, écrite et composée par lui-même. Neuvième piste de l'album Bad (1987), elle est le cinquième single issu de ce dernier, sorti en avril 1988.

## Thème
Dirty Diana parle d'une certaine « Diana » qui cherche à séduire le chanteur. Il existe plusieurs hypothèses sur la signification de la chanson.
Selon Michael Jackson lui-même (interview de 1997 avec Barbara Walters) : « J'ai écrit une chanson qui s'appelle Dirty Diana. Ça ne parle pas de Lady Diana, ça concerne un certain type de filles. Elles suivent les concerts et vivent dans les clubs. On les appelle les "groupies". J'ai connu ça toute ma vie. Ces filles, ce qu'elles peuvent faire... ».
Le prénom « Diana » a laissé certains penser qu'il avait été choisi à cause de la chanteuse Diana Ross. Il faut prendre en compte que Michael aime énormément Diana Ross qu'il a toujours considérée comme une deuxième mère, une sœur, une amie voire (selon ses propres termes) une amante. Diana Ross s'est remariée en février 1986 et il semble que Michael ait mal vécu ce mariage (ils sont restés brouillés quelque temps par la suite). Michael a écrit Dirty Diana durant les sessions d'enregistrement de l'album Bad et cette brouille a peut-être motivé le choix du personnage de la chanson (« Diana » visant peut-être à interpeller Diana Ross).
Dirty Diana évoque de manière plus générale les groupies que Michael a rencontrées durant sa carrière et qui cherchaient à approcher les artistes pour avoir une aventure avec eux. Ainsi, la chanson creuse le thème de la femme fatale, dangereuse, déjà abordé dans This Place Hotel, Billie Jean, et plus tard dans Dangerous. Dans Dirty Diana, cette femme est l'image type de celle qui utilise le sexe comme une forme de chantage ou de manipulation.

## Clip vidéo
Le clip a été réalisé début 1988 par Joe Pytka. Il montre Michael Jackson interprétant sur scène avec des musiciens, dont le guitariste Steve Stevens, la chanson devant du public. Durant toute la vidéo, la performance de Michael Jackson est entrecoupée par des plans montrant une femme (sans voir son visage), vêtue d'une robe noire moulante, marchant dans une ruelle sombre. À la fin de la chanson, Michael déchire son tee-shirt en montrant à moitié son corps devant le public, puis, une fois le concert terminé, descend les escaliers en direction de sa limousine. Il ouvre la portière et découvre que cette fameuse Diana l'attend à l'intérieur. La vidéo se termine alors sur la même note basse qui est jouée au début du titre.
Une première version du clip jugée non satisfaisante par la production, et donc écartée, est disponible sur internet.

### Récompense
Le clip a remporté le prix Number One Video In The World à la 2e cérémonie des World Music Awards qui s'est tenue le 14 avril 1989.

## Liste des titres
| 1. | Dirty Diana                                      | Michael Jackson | 4:42 |
| 2. | Dirty Diana (Instrumental)                       | Michael Jackson | 4:49 |
| 3. | Bad (Dance Extended Mix - Includes "False Fade") | Michael Jackson | 8:24 |

| 1. | Dirty Diana (Video)        | 5:02 |
| 2. | Dirty Diana (Single Edit)  | 4:41 |
| 3. | Dirty Diana (Instrumental) | 4:41 |

### SingleDirty Diana
Audio (CD)
1. Dirty Diana – 4:42

Vidéoclip (DVD)
1. Dirty Diana (Official Video) – 5:06

## Réception
D'un genre musical pop rock/hard rock inhabituel pour Michael Jackson, Dirty Diana n'en est pas moins un succès auprès du public et se classe en bonne position dans plusieurs classements musicaux. Le single devient notamment le 11e single du chanteur à se classer no 1 au Billboard Hot 100 en juillet 1988 (il y restera une semaine) et le 5e single de l'album à atteindre la première place de ce palmarès. Cela permet par ailleurs à Michael Jackson de devenir le premier artiste à classer cinq singles no 1 d'un même album au Billboard Hot 100.

## Classements

### Classements hebdomadaires
| Classement (1988)                      | Meilleure position |
| -------------------------------------- | ------------------ |
| Allemagne (Media Control AG)           | 3                  |
| Australie (ARIA)                       | 30                 |
| Autriche (Ö3 Austria Top 40)           | 7                  |
| Belgique (Flandre Ultratop 50 Singles) | 1                  |
| Belgique (Flandre VRT Top 30)          | 1                  |
| Canada (100 Singles)                   | 5                  |
| Canada (Adult Contemporary)            | 14                 |
| États-Unis (Billboard Hot 100)         | 1                  |
| États-Unis (Cash Box)                  | 1                  |
| États-Unis (Hot Black Singles)         | 8                  |
| Union européenne (Eurochart Hot 100)   | 1                  |
| France (SNEP)                          | 9                  |
| Irlande (IRMA)                         | 3                  |
| Italie (FIMI)                          | 23                 |
| Nouvelle-Zélande (RMNZ)                | 5                  |
| Pays-Bas (Nederlandse Top 40)          | 2                  |
| Pays-Bas (Single Top 100)              | 2                  |
| Pologne (Classements Singles)          | 1                  |
| Royaume-Uni (UK Singles Chart)         | 4                  |
| Suisse (Schweizer Hitparade)           | 3                  |

| Classement (2006)              | Meilleure position |
| ------------------------------ | ------------------ |
| Australie (Kent Music Report)  | 60                 |
| Espagne (PROMUSICAE)           | 1                  |
| France (SNEP)                  | 62                 |
| Irlande (IRMA)                 | 20                 |
| Italie (FIMI)                  | 6                  |
| Pays-Bas (Single Top 100)      | 22                 |
| Royaume-Uni (UK Singles Chart) | 17                 |

| Classement (2009)                         | Meilleure position |
| ----------------------------------------- | ------------------ |
| Autriche (Ö3 Austria Top 40)              | 22                 |
| Belgique (Flandre Back Catalogue Singles) | 6                  |
| Canada (Hot Canadian Digital Singles)     | 60                 |
| Danemark (Tracklisten)                    | 5                  |
| États-Unis (Hot Digital Songs)            | 32                 |
| Norvège (VG-lista)                        | 17                 |
| Pays-Bas (Single Top 100)                 | 23                 |
| Royaume-Uni (UK Singles Chart)            | 26                 |
| Suède (Sverigetopplistan)                 | 29                 |
| Suisse (Schweizer Hitparade)              | 13                 |

### Classements annuels
| Classement (1988)              | Position |
| ------------------------------ | -------- |
| Autriche (Ö3 Austria Top 40)   | 9        |
| Belgique (Flandre Ultratop 50) | 9        |
| États-Unis (Billboard Hot 100) | 61       |
| États-Unis (Cash Box)          | 18       |
| Pays-Bas (Nederlandse Top 40)  | 33       |
| Pays-Bas (Single Top 100)      | 31       |
| Suisse (Schweizer Hitparade)   | 6        |

## Crédits
- Écrit, composé et arrangé par Michael Jackson
- Produit par Michael Jackson et Quincy Jones
- Chant et chœurs par Michael Jackson
- Guitare solo : Steve Stevens
- Batterie : John Robinson
- Programmation batterie : Douglas Getschal
- Guitares : Paul Jackson, Jr., David Williams
- Synclavier : Christopher Currell
- Synthèse Synclavier : Denny Jaeger
- Synthétiseurs : John Barnes, Michael Boddicker, Randy Waldman
- Arrangement rythmique par Michael Jackson, John Barnes et Jerry Hey
- Arrangement des synthétiseurs par Michael Jackson, Quincy Jones et John Barnes
- Arrangement des cordes par John Barnes
- Arrangement du chant par Michael Jackson

## Reprises
- The Weeknd  a repris cette chanson dans son album Trilogy (2012).
- Le groupe Shaman's Harvest a repris cette chanson dans son album Smokin Heart & Broken Guns (2014).

## Anecdotes
- Lors d'un concert du Bad World Tour à Londres en présence de Lady Diana, Dirty Diana avait été retirée par Michael Jackson du programme par respect pour la Princesse. Elle lui avoua lors d'une rencontre quelques minutes avant le concert que c'était l'une de ses chansons préférées et Michael trouva finalement le moyen de la replacer dans le spectacle.
- Pour le clip, Michael Jackson devait porter initialement un blouson en cuir similaire à celui du clip de Bad. Jugé trop lourd, il opta juste avant le tournage pour la chemise blanche d'un costumier.

Elle était planifiée au programme de la tournée this is it